# Foxrail

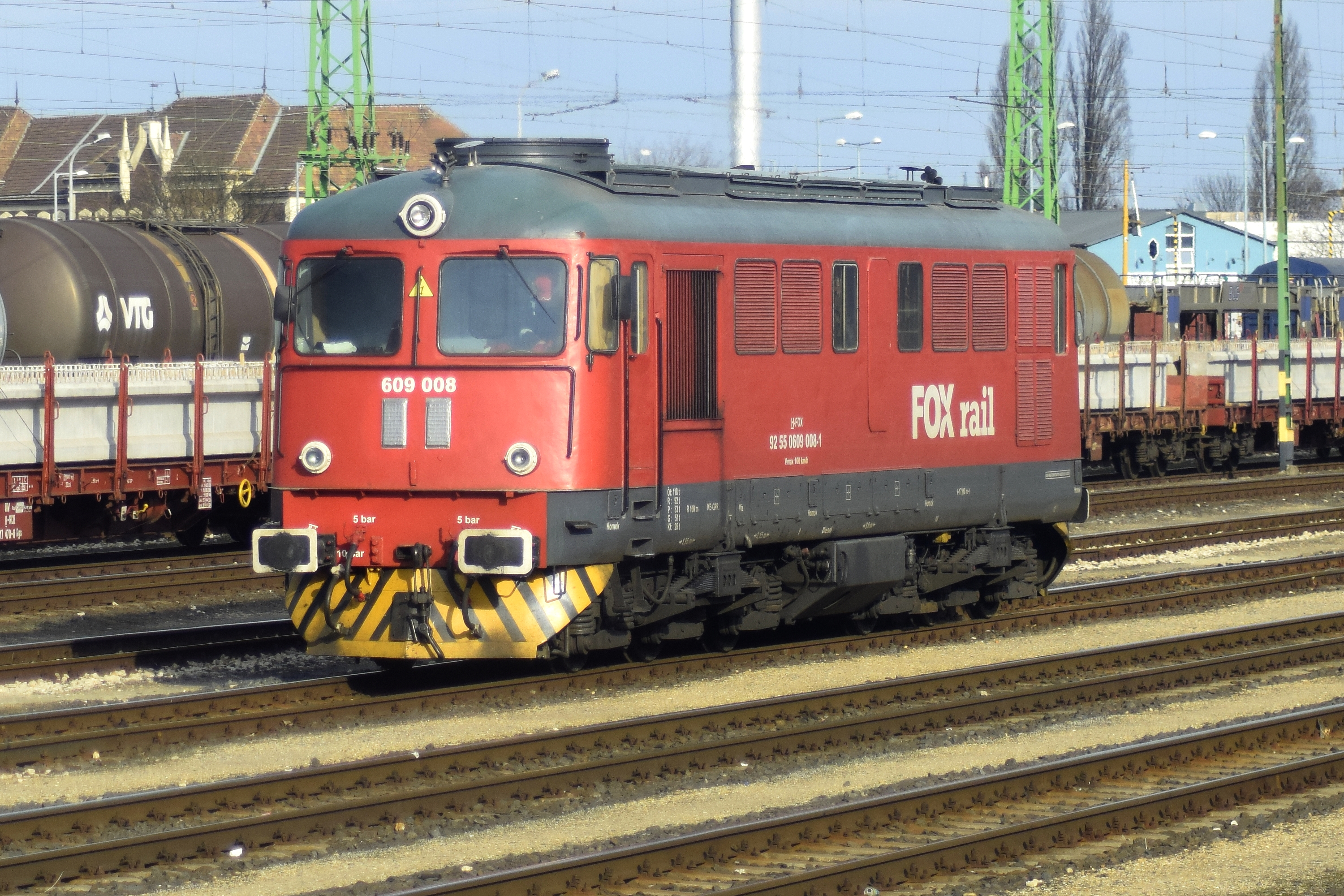
A Foxrail egyik Sulzere Győrben

A FOXrail ZRt. egy Magyarországon bejegyzett, magyar tulajdonú, budapesti székhelyű magán-vasúttársaság, amely 2013 május 28-án alakult. A vállalat elsősorban vontatás-szolgáltatással és tranzit árufuvarozással foglalkozik, de tevékenységük többek között vasúti kocsik javítására, karbantartására és fuvarszervezésre is kiterjed.
A FOXrail Zrt. jellemzően irányvonatokat és különleges szállítmányokat közlekedtet. Gyakran továbbítanak például különleges kezelést igénylő, túlméretes és/vagy nehéz transzformátorszállító vonatokat is.
A FOXrail három használt de felújított mozdonnyal kezdte meg működését, melyeket Romániából szereztek be. Mozdonyai tűzpiros színűek, oldalukon fehér színnel a társaság logója és neve szerepel.

## Járműlista
- CFR 60 DA - 609-es sorozat („Sulzer”), két gép. Rövid pályaszámuk 609 008 és 609 009 , 609-014, 609-015
- CFR LE 40 - 600-as sorozat („Asea"), két gép. Rövid pályaszámuk 600 003 és 600 004.
- Siemens Vectron - 193-as sorozat. Saját tulajdonú 193-941 (Emma), 193 966 (Ida), 193-??? (Judit) +1 darab leszállítása 2026-ban várható[2]